# Sistema de Clasificación Sinóptica Espacial
El sistema de Clasificación Sinóptica Espacial (SSC) es un sistema basado en el esquema de clasificación de masas de aire de Bergeron. Tiene seis categorías:
- Seco Polar (similar al polar continental)
- Seco Moderado (similar al superior marítimo)
- Tropical Seco (similar al tropical continental)
- Polar Húmedo (similar al polar marítimo), Moderado Húmedo (un híbrido entre polar marítimo y tropical marítimo)
- Tropical Húmedo (similar a tropical marítimo, monzón marítimo o ecuatorial marítimo)

El SSC se creó en la década de 1950 para mejorar el pronóstico del tiempo y en la década de 1970 era un sistema de clasificación ampliamente aceptado por los climatólogos. La iteración inicial del SSC solo podía clasificar los tipos de clima durante la temporada de verano e invierno.